# Trữ Tú cung
Trữ Tú cung (tiếng Mãn: ᠴᡠ
 ᠰᡳᠣ

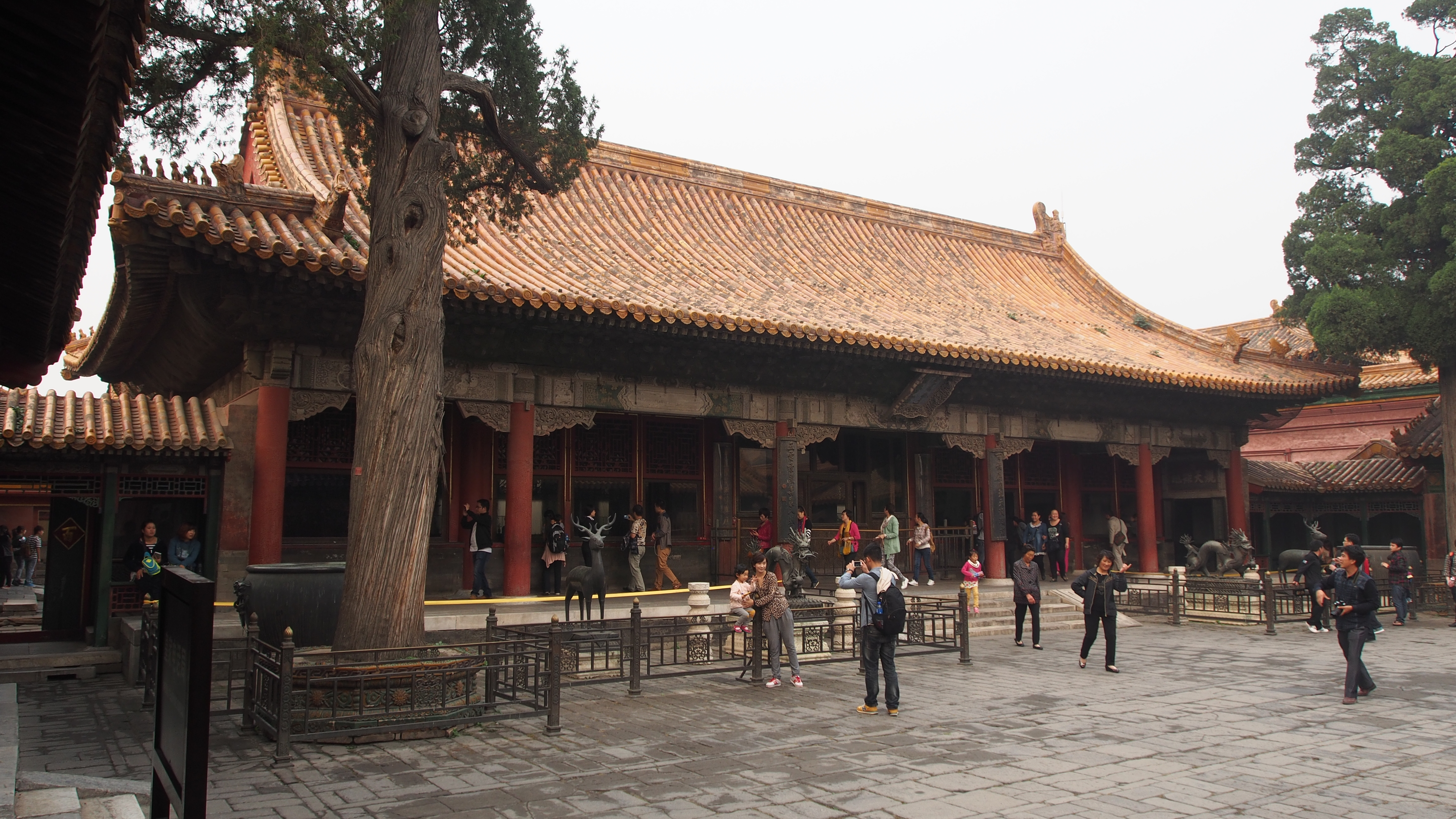
Trữ Tú Cung

 ᡤᡠᠩ, Möllendorff: cu sio gung, Abkai: qu siu gung, tiếng Trung: 儲秀宮, tiếng Anh: Palace of Gathering Elegance) là một trong sáu cung nằm ở Tây lục cung, thuộc Tử Cấm Thành, Bắc Kinh. Từ thời Gia Khánh Đế, cung điện này nổi tiếng là Hoàng hậu cung (皇后宮), do hầu hết các vị Hoàng hậu đời sau đều cư ngụ ở đây. "Trữ Tú" có ý nghĩa "Trữ Tàng Tú Mỹ" (储藏秀美), tức là lưu giữ những điều tốt đẹp. 

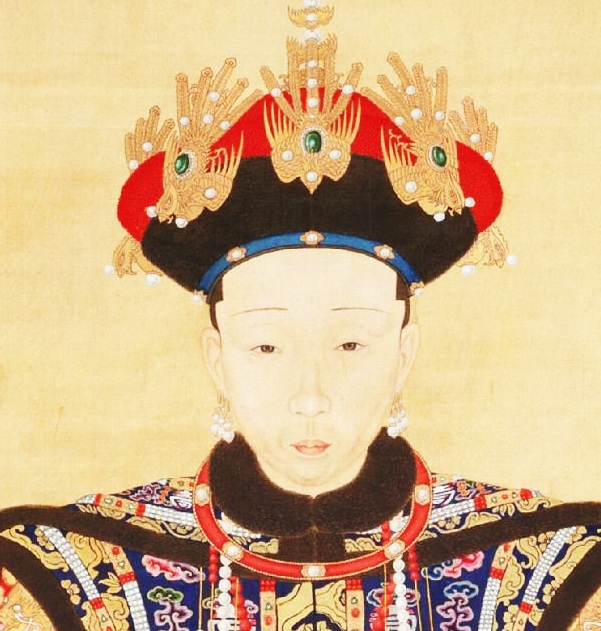
Hiếu Nghi Thuần Hoàng hậu Ngụy Giai thị

## Lịch sử
Được xây dựng hoàn thành vào năm triều Minh năm Vĩnh Lạc thứ 18  (năm 1420), tên ban đầu là [Thọ Xương cung; 壽昌宮], năm Gia Tĩnh thứ mười bốn (năm 1535) đổi tên thành Trữ Tú cung, Trữ Tú có nghĩa là "giữ lại điều đẹp đẽ, tinh túy nhất". Nhà Thanh về sau noi theo Minh triều sử dụng lại tên cũ, từng nhiều lần tu sửa, năm Quang Tự thứ mười lăm (năm 1884) vì chúc mừng thọ thần năm mươi tuổi của Từ Hi Thái hậu mà tốn 63 vạn lượng bạch ngân để tu sửa Trữ Tú cung.
Từ Hi Thái hậu khi tại vị Ý tần ở Trữ Tú cung sinh hạ Đồng Trị Đế ở đây. Năm Hàm Phong thứ 11 (1861), Hàm Phong Đế giá băng, con trai là Đồng Trị Đế lên ngôi. Từ Hi và Từ An cùng lấy thân phận Thái hậu mà chuyển vào Trường Xuân cung. Từ An và Từ Hi Thái hậu vốn theo lẽ phải chuyển đến Từ Ninh cung, nhưng trong Đông-Tây lục cung chỉ có Trường Xuân cung có tấm biển do đích thân Hàm Phong Đế viết; hơn nữa lúc bấy giờ trong cung không đông phi tần, Đông-Tây lục cung đều trống không, vì vậy hai bà mới chọn cùng nhau vào ở Trường Xuân cung.
Càn Long đã từng ban thưởng 12 bức Cung Huấn đồ cho hậu phi ở Đông-Tây Lục cung, và Trữ Tú cung được ban bức Tây Lăng Giáo Tằm đồ và ngự bút ban dòng chữ Mậu Tu Nội Trị. Bức tranh tả cảnh Luy Tổ Tây Lăng thị - Nguyên phi của Hoàng Đế Công Tôn Hiên Viên đã phát minh ra cách trồng dâu, nuôi tằm, dệt vải, được người đời xưng tụng là Luy Tổ thủy tằm (嫘祖始蚕). Càn Long Đế hạ dụ chỉ, "Sau khi treo tấm biển này lên, đến ngàn vạn năm sau, không thể động đến, cho dù phi tần dời cung cũng không được thay đổi".
Ngày nay, Trữ Tú cung được trưng bày nguyên trạng cuộc sống sinh hoạt cung đình, Hoãn Phúc điện được đặt là "Văn phòng điện thoại hoàng gia". Lệ Cảnh Hiên, Phượng Quan thất và Y Lan quán tổ chức "Triển lãm cuộc sống Phổ Nghi", trong đó Lệ Cảnh hiên là trưng bày nguyên trạng, Phượng Quan thất và Y Lan quán trưng bày các nhu yếu phẩm hàng ngày của Phổ Nghi và các văn vật liên quan.

## Kiến trúc
Trữ Tú cung ban đầu là hai tiến viện, trước có Trữ Tú môn và tường vây. Đến thời Thanh mạt, dỡ bỏ Trữ Tú môn và tường vây, hơn nữa còn dở bõ hậu điện của Dực Khôn cung cải biên là Xuyên Đường điện, gọi là Thể Hòa điện (体和殿), đo đó Trữ Tú cung liên thông với Dực Khôn cung, hình thành trước sau tương thông bốn tiền viện, lần lượt là Nguyên Hoà điện (元和殿), Diên Hồng điện (延洪殿), Thể Hoà điện (體和殿), Lệ Cảnh hiên (麗景軒).
- Trữ Tú cung chính điện (儲秀宮正殿)
- Hành lang phía trước của Trữ Tú cung ghép với chỗ rẽ của Thể Hòa điện tạo thành một đường hành lang gấp khúc liên thông. Trên đoạn tường của hành lang này, có bài phú mang tên [Vạn thọ vô cương phú] được dán bằng ngọc lưu ly, là triều thần chế tác để chúc mừng Từ Hy Thái hậu trong ngày đại thọ.
- Chính điện Trữ Tú cung là nơi yên lặng mà rộng mở. Điện rộng năm gian, hai bên được Quang Tự đặt đôi rồng bằng đồng cùng với một đôi hươu mai hoa bằng đồng. Dưới mái chính điện có tấm biển đề tên, bên dưới có hai câu đối: "Bách phúc bình khai cửu thiên ngưng thụy ải. Ngũ vân cảnh lệ vạn tượng nhập xuân thai" Ở phía gian ngoài có tấm bình do Từ Hy Thái hậu ngự bút, có câu đối: "Thụy tập dao đồ, dung hòa khai thọ vũ. Tường trình lãng uyển, hy hạo nhạc khang cù."
- Cửa nhỏ nơi hành lang trước phía đông có một cửa nhỏ, trên khắc tấm biển bằng đá có bốn chữ "Quy thiên củ địa"; phía tây cũng có một cửa nhỏ, khắc bốn chữ "Càn khôn kinh vĩ".
- Trữ Tú cung Tây thứ gian (儲秀宮西次間): Tấm biển đề bốn chữ "Huệ phong lan lộ".
- Trữ Tú cung Đông sao gian (儲秀宮東梢間)
- Dưỡng Hòa điện (的和殿): phía đông Trữ Tú cung. Dưỡng Hòa điện rộng rãi, ba gian, phía trước có tấm biển đề [Hy thiên diệu nhật] do chính Thái hậu ngự bút. Hai bên có câu đối "Vạn tượng hiểu quy nhân thọ kính. Bách hoa xuân cách cảnh dương chung."
- Hoãn Phúc điện (緩福殿): phía tây Trữ Tú cung. Rộng rãi, ba gian, kết cấu gần giống Dưỡng Hòa điện. Phía trước đề tấm biển "Hòa thần mậu dự", dưới có câu đối "Thái vân trường nhiễu cam tuyền thụ. Thục cảnh sơn lâm kiến thủy hoa.", đều do Thái hậu ngự bút. Ngày 22/7/2005, Hoãn Phúc điện được mở cửa, trang trí để phục vụ du khách tham quan.
- Lệ Cảnh hiên (麗景軒) Trữ Tú cung hậu điện. Rộng năm gian, rất thoáng. Đôi câu đối: " Hòa khí mãn đồng trì thư trần khang nhạc. Dao quang huy tử cực cảnh diệp thăng hằng."
- Phương Quang thất (芳光室): Phía đông Lệ Cảnh hiên. Phía trên có tấm hoành phi đề tên: " Tuyền cung nhật lệ hàm xuân thụ. Bích chiểu ba hàm ích thọ hoa."
- Y Lan quán (椅蘭館): Trên tấm biển có đề: " Thủy ải hiểu nghênh hà cái lộ. Tính hy đê ánh trúc khê vân."
- Thủy tỉnh (水井): Phía đông nam đình viện trước Lệ Cảnh hiên.

## Hậu phi từng cư trú
- Càn Long: Hiếu Hiền Thuần Hoàng hậu Phú Sát thị. Thời điểm diễn ra đại điển sách lập Hoàng hậu, trước khi đến Trường Xuân cung, bà từng ở đây hai năm.
- Càn Long: Tuệ Hiền Hoàng quý phi Cao thị, vào những năm cuối cuộc đời bà đã cư ngụ ở đây.
- Càn Long: Lệnh Ý Hoàng quý phi Ngụy thị. Thời điểm làm Hoàng quý phi bà đã cư ngụ ở đây.
- Gia Khánh, Hiếu Thục Duệ Hoàng hậu Hỉ Tháp Lạp thị. Sau khi được sách lập Hoàng hậu, bà ở Trữ Tú cung cho đến khi băng thệ.
- Gia Khánh: Hiếu Hòa Duệ Hoàng hậu Nữu Hỗ Lộc thị. Sau khi được sách lập Kế hậu, bà chuyển từ Cảnh Nhân cung sang Trữ Tú cung.
- Đạo Quang: Hiếu Thận Thành Hoàng hậu Đông Giai thị. Thời gian làm Hoàng hậu, bà đã cư ngụ ở đây.
- Hàm Phong: Hiếu Khâm Hiển Hoàng hậu Diệp Hách Na Lạp thị, tức Từ Hi Thái hậu. Từ khi nhập cung trở thành đệ nhất sủng phi của Hàm Phong Đế đến khi trở thành Hoàng thái hậu, Thái hoàng thái hậu, bà đã ở gần như toàn bộ Tây lục cung: Trữ Tú cung, Hàm Phúc cung, Dực Khôn cung, Khải Tường cung và Trường Xuân cung.
- Đồng Trị: Hiếu Triết Nghị Hoàng hậu A Lỗ Đặc thị, sủng hậu, tuyệt thực đễ tuẫn táng.
- Đồng Trị: Cung Túc Hoàng quý phi A Lỗ Đặc thị, cô mẫu của Hiếu Triết Nghị Hoàng hậu A Lỗ Đặc thị. Bà ở Trữ Tú cung từ khi Tuyên Thống thoái vị năm 1912 (hoàng thất vẫn được ở lại trong Tử Cấm Thành) cho đến khi qua đời năm 1921. Bà qua đời tại đây trước khi Tuyên Thống đại hôn lập Hậu một năm sau đó (1922).
- Tuyên Thống: Hoàng hậu Quách Bố La Uyển Dung. Năm Dân Quốc thứ mười một (năm 1922) cùng Phổ Nghi Đế tổ chức đại hôn, liền ở Trữ Tú cung.